# Neocrinus
Genre
Neocrinus est un genre de crinoïdes pédonculés abyssaux de la famille des Balanocrinidae.

## Description
Diagnose : base de la couronne conique, 10 bras chez N. naresianus ou plus de 10 bras chez N. blakei et N. decorus.  3-4 secundibrachiaux unis par symétrie chez Neocrinus blakei et N. naresianus et par synostose chez N. decorus.

## Liste des espèces
Selon World Register of Marine Species (2 avril 2025) :
- Neocrinus blakei (Carpenter, 1884) -- Caraïbes
- Neocrinus decorus (Thomson, 1864) -- Caraïbes
- Neocrinus naresianus (Carpenter, 1884) -- Pacifique ouest

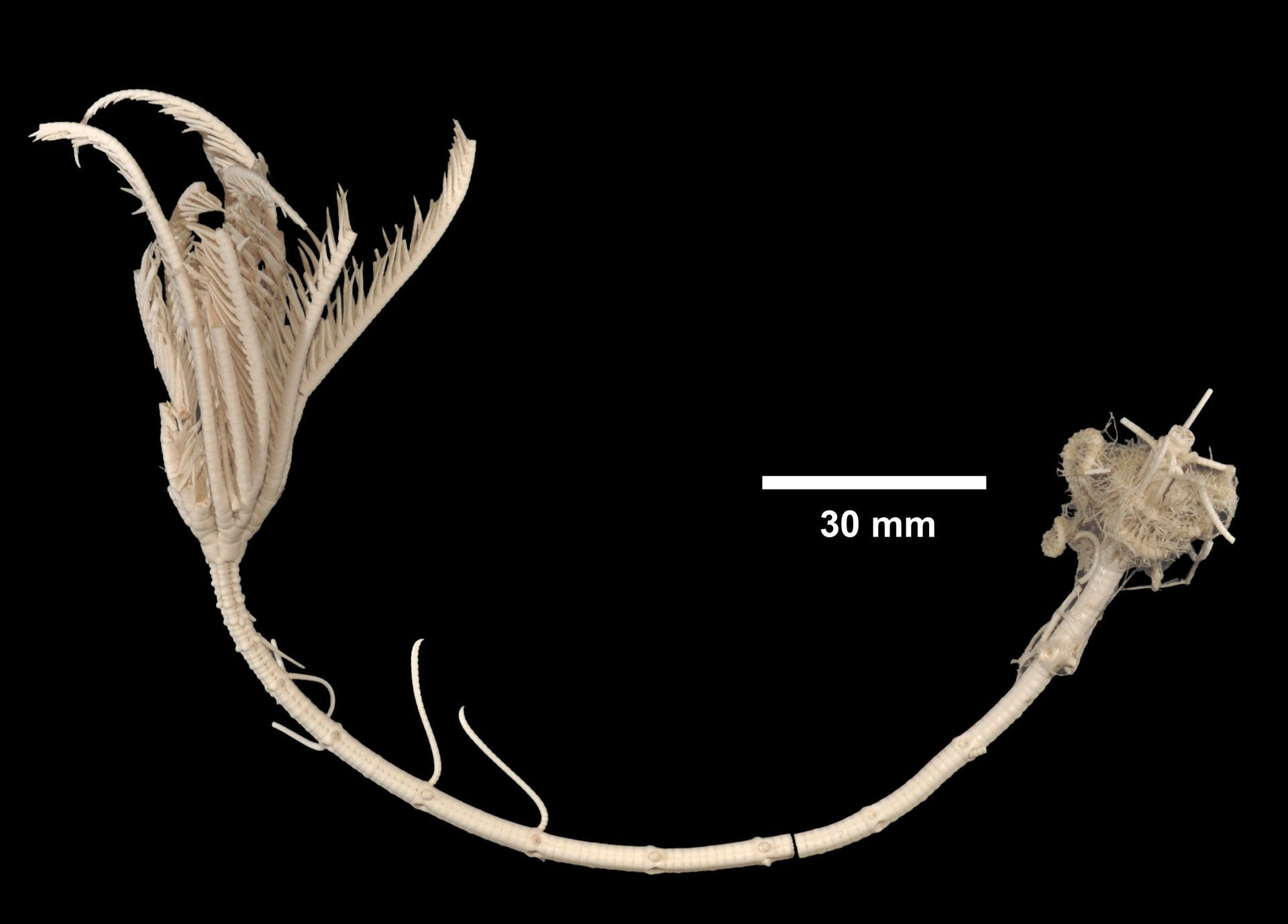
Neocrinus decorus

## Systématique
Le nom valide complet (avec auteur) de ce taxon est Neocrinus Thomson, 1864,.
Neocrinus a pour synonyme Hypalocrinus AH Clark, 1908,. 

### Publication originale
- (en) Wyville Thomson, « Sea lilies », The Intellectual Observer, Londres, vol. 6,‎ août 1864, p. 1-11 (lire en ligne, consulté le 2 avril 2025)